# Turbo-Aspiratrice
La turbo-aspiratrice est un véhicule spécialisé, conçu en France au début des années 1960 par la société Bertin & Cie, utilisé principalement sur les aéroports et les bases aériennes pour le nettoyage et l’entretien des pistes .

## Historique
Au début des années 1960, l'entreprise Bertin & Cie met au point plusieurs solutions visant à améliorer l’exploitation des infrastructures aéroportuaires en réponse aux contraintes d'exploitation. Parmi ces innovations figurent le Turboclair, conçu pour disperser le brouillard et améliorer la visibilité lors des atterrissages, la Thermosoufflante, destinée au déneigement des pistes et des taxiways en période hivernale, ainsi que la turbo-aspiratrice, employée pour le nettoyage des surfaces aéroportuaires. Ces dispositifs reposent sur l’utilisation de technologies et de matériaux issus de l’aéronautique. Le premier modèle de turbo-aspiratrice, la T.P.500, est mis au point en 1959 afin d’améliorer le nettoyage des pistes aéroportuaires. Sa production en série est confiée à l’entreprise SAPELEM (Société d'Applications de Procédés Electroniques et Mécaniques) filiale de Bertin & Cie, et son premier déploiement opérationnel a lieu sur l’aéroport d’Orly, expolitée par la compagnie Air France. La désignation T.P.500 fait référence à sa largeur d’aspiration de 500 cm, ce premier modèle démontre rapidement son efficacité, ce qui conduit l’armée française à s’y intéresser. Dans le but d'améliorer ses performances pour des applications militaires et aéroportuaires de plus grande ampleur, l'armée française finance le développement d'une version élargie de la turbo-aspiratrice, la T.M.750. Ce modèle, conçu pour offrir une capacité d'aspiration renforcée, dispose d'une largeur de travail portée à 750 cm. La T.M.750 est présentée pour la première fois à la presse et aux futurs utilisateurs le 9 février 1961 à Villacoublay, lors d'une démonstration officielle. La production de ce modèle reste cependant assurée par la SAPELEM.

## Conception
Les turbo-aspiratrices sont équipées de turbopropulseurs spécifiques, dont les premières lettre de désignation indique le type de moteur utilisé. Ainsi, la T.P.500 est dotée d'un Turboméca Palas, tandis que la T.M.750 utilise un Turboméca Marboré. Ces machines fonctionnent par aspiration énergique près du sol pour collecter divers débris. Afin de garantir une aspiration optimale, des brosses en rislan tournant en sens inverse de la marche de l’appareil décollent les corps collés au sol, comme la boue ou l’asphalte, et les dirigent vers les buses d'aspiration. Ces dernières acheminent les débris vers un compartiment central relié à des trompes à haut rendement, créant la dépression nécessaire à l’aspiration. L’aspiration est optimisée par un système de trompes multi-étages, qui permet d’amplifier la dépression générée. Ce système de trompes repose sur le principe de l’effet Venturi, l’air est accéléré dans une section rétrécie, créant une dépression qui facilite l’aspiration des particules. Un système de filtration avec une grille démontable sépare les débris dangereux pour les réacteurs et un transporteur à courroie en caoutchouc achemine les gravats vers la trémie de stockage.Des vérins hydrauliques assurent l'application des buses et de leurs brosses au sol, s'adaptant ainsi aux variations de relief. Leur réglage permet d'ajuster la pression exercée par les brosses en fonction des caractéristiques du terrain à nettoyer. Une fois l'opération terminée, les deux éléments latéraux intégrant les buses d'aspiration peuvent être relevés le long du véhicule, garantissant une largeur maximale de 2,50 mètres en configuration routière.

## Modèles et capacités
Deux modèles ont été développés, la T.P. 500 et la T.M. 750.
- La T.P. 500, autonome, est montée sur un camion Renault Galion et dispose d’une largeur d’aspiration de 5 mètres. Elle peut couvrir une surface de 67 500 à 112 500 m² par heure avec un débit d’aspiration de 14 m³ par seconde[5].
- La T.M. 750, quant à elle, est une remorque à grande capacité, tractée par un véhicule. Avec une largeur d’aspiration de 7,50 mètres, elle peut nettoyer jusqu’à 175 000 m² par heure avec un débit d’aspiration de 22 m³ par seconde[5].

|                                 | T.P.500    | T.M.750     |
| ------------------------------- | ---------- | ----------- |
| Longeur                         | 7,6m       | 8m          |
| Largeur (conditions de route)   | 2,5m       | 2,5m        |
| Largeur (conditions de travail) | 5,2m       | 7,9m        |
| Largeur d'aspiration            | 5m         | 7,5m        |
| Hauteur                         | 2,85m      | 3,74m       |
| Poids                           | 4T         | 9T          |
| Vitesse                         | 25km/h     | 25km/h      |
| Equipage                        | 1 personne | 2 personnes |
| Autonomie                       | 3h30 à 5h  | 3h30 à 5h   |